# تور جهانی ۱۹۶۸ پینک فلوید
تور جهانی ۱۹۶۸ پینک فلوید (به انگلیسی: Pink Floyd World Tour 1968) یک تور/کنسرت جهانی از گروه موسیقی پراگرسیو/سایکدلیک راک پینک فلوید بود که بین فوریه تا دسامبر ۱۹۶۸ در اروپا و شمال آمریکا برگزار شد.

## لیست آهنگ‌های تور
یک نمونه لیست از آهنگ‌هایی که در این تور به اجرا درآمد:
- «خداوند اخترشناسی»
- «اوردرایو میان‌ستاره‌ای»
- «دستگاه‌ها را تنظیم کن به سمت قلب خورشید»
- «پاو آر. تاک اچ.»
- «روشنایی بیشتر شود»
- «یک نعلبکی رمز و راز» با نام «The Massed Gadgets of Hercules»
- «گر گرفتن»
- «مراقب تبر باش، یوجین» با نام «Keep Smiling People»

آهنگ‌های دیگر
- «روزی را به یاد آور» (تنها یکبار در ۶ می ۱۹۶۸ اجرا شد.)
- «چقدر خوب می‌شد» (تنها یکبار در ۱۱ می ۱۹۶۸)
- «مادر ماتیلدا» (تنها یکبار در ۲۶ ژوئیه ۱۹۶۸)

## اعضای گروه
- نیک میسن - درامز و سازهای کوبه‌ای
- ریچارد رایت - کیبوردز ، خواننده
- دیوید گیلمور - گیتار و خواننده
- راجر واترز - گیتار بیس و خواننده

همراه با:
- روی هارپر - ۲۹ ژوئیه ۱۹۶۸